# Андрианариманана, Арухасина
Андриамирадо Аро Хасина Андрианариманана (фр. Andriamirado Aro Hasina Andrianarimanana; родился 21 апреля 1991, Антананариву, Мадагаскар) — мадагаскарский футболист, полузащитник южноафриканского клуба «Блэк Леопардс».

## Клубная карьера
Паскаль родился в столице Мадагаскара — Антананариву. Первым клубом игрока стал «Фоса Джуниорс» из Махадзанги. В 2018 году стал игроком южноафриканской команды «Кайзер Чифс». Тем не менее, сыграв десять матчей в чемпионате, перешёл в другой клуб из ЮАР — «Блэк Леопардс». В 2019 стал участником Кубка африканских наций.